# Skivmaneter
Skivmaneter (Semaeostomeae) är en av tre ordningar inom klassen Scyphozoa. De två andra ordningarna är ringmaneter (Coronatae) och lungmaneter (Rhizostomeae), de skiljer sig i konstruktionen från skrivmaneter.
En känd medlem i ordningen som även förekommer i Sverige är öronmaneten.